# Yasar Meral
Yasar Meral (Budapest, 1960. április 12. –) magyar tervezőművész.

## Életpályája
Yasar Meral a Magyar Iparművészeti Főiskola Formatervező szakán végezte tanulmányait 1983-tól 1989-ig. 1987-1989 között a Magyar Iparművészeti Főiskola Mesterképző Intézetében mesterfokú diplomát szerzett. Önálló grafikusi tevékenysége mellett tervez kiadványokat, plakátokat, CD- és DVD-borítókat, az elektronikus média interaktív felületeit .
Yasar Meral munkásságát a szakmai körök Kínától Európa számos országán keresztül Amerikáig is jól ismerik.
Képalkotó szemlélete hagyományos, sőt archaikus alapokon áll: elsősorban a magyar, de a török, a japán művészet és népművészet formavilágát nagy mesterségbeli tudással a mai kor vizuális kihívásaihoz integrálja. A Japánban elsajátított minimalizmus és az ottani archaikus grafikai technikák révén tudott kiteljesíteni. Ennek az inkább még manuális világnak, illetve az Amerikában elsajátított és természetes készséggé integrált számítógépes technikának az ösztönös, majd fokozatosan tudatossá váló koprodukciója adja Yasar Meral saját autentikus nyelvét, amelyet a kulturális háttér tisztelete és az öntörvényű vizuális szabadság, a dinamikus újító erő, a dimenziók közti bátor, kötetlen közlekedés egyaránt áthat. Ez a fajta kulturális beágyazottság mutatkozik meg a magyar kortárs zenét reklámozó, 200 db-ot is meghaladó CD-borító folyamban. Bartók, Ligeti, Kurtág zenéjéhez készült csomagolások, bookletek a mai napig kulturális missziót töltenek be szerte a világon.
Yasar Meral grafikai munkáit a kulturális háttér tisztelete és az öntörvényű vizuális szabadság és újító erő egyaránt áthatja.
A számítógép adta lehetőségekkel szabadon és mesterien bánik. A külföldön szerzett tudást itthon kezdte kamatoztatni számos arculatterv, logó, kiadvány és internetes honlap tervezésénél.
Egyik legsikeresebb munkája az 1996-os Velencei Építészeti Biennálé, „A SEMMI ÉPÍTÉSZETE” című katalógusa. A kiadvány Kassák, Liszickij bauhausos tipográfiáját idézi, de túlhaladja azt, a jövőnek szól: mesterien integrálja a website, az interface és a CD-ROM vizuális lehetőségeit. Yasar Meralnak ez a munkája New Yorkban egy neves nemzetközi designversenyen díjat kapott, és „A SEMMI ÉPÍTÉSZETE” katalógust a COOPER Hewitt Smithsonian Design Museum a mai napig őrzi, kiállítja.
Yasar Meral kísérletező művész. Sajátosan ötvözi a szabadkézi rajz és a számítógépes technika lehetőségeit. Pontról pontra, színről színre, aprólékos, precíz munkával készíti legújabb elektronikus grafikáit. Erre a különleges, egyéni képalkotó technikára (ami a kommunikációs design nevet kapta), figyelt fel Peter Noever, a bécsi Museum Für Angewandte Kunst igazgatója, majd később Luciano Benetton  is.
Benetton szervezésében Yasar Meral „Designyours©” a hírességek portrésorozata bejárta a világot.

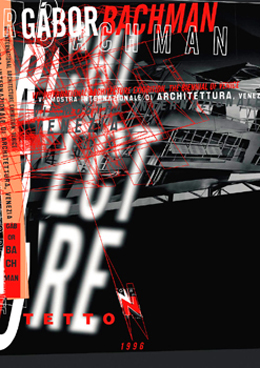
1996. VI. Velencei Nemzetközi Építészeti Biennálé, Bachman Gábor katalógusa: "A Semmi Építészete".(A kiadványt Yasar Meral tervezte. Az 1997-es "ID Annual Design Awards, New York" nemzetközi design verseny különdíját nyerte.)

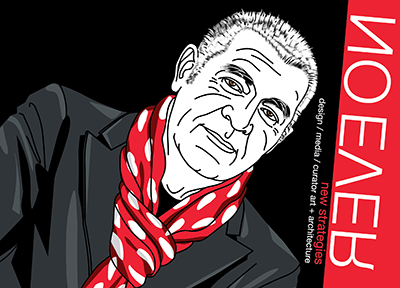
Yasar Meral PN_könyvborítójának terve, 2016

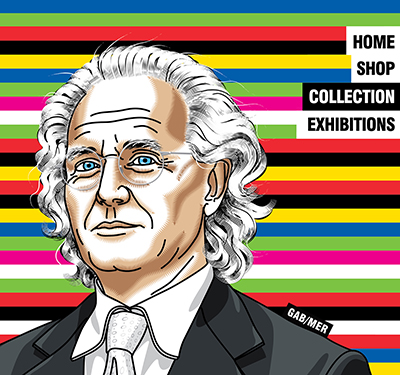
Yasar Meral LB_honlapjának terve, 2017

## Díjak, ösztöndíjak
1989-1992 Moholy-Nagy Formatervezési Ösztöndíj
1989. I. Nemzetközi Mintatriennálé 3. díj
1990. Japán ösztöndíj
1990. 11. Szombathelyi Tértextilbiennálé / a Művészeti Alap különdíja
1997. New York – Nemzetközi Design díj (I.D. 43rd Annual Design Review)
2013. „Echo Jazz 2013” Németország hanglemez díja
- 2021. Ferenczy Noémi-díj (2021) [11]

## Fontosabb kiállítások és munkák
1990. Fiatal Iparművészek, Képzőművészek Stúdiója éves kiállítása

1990. „Divat és látvány” kiállítás (Budapest, Ernst Múzeum)

1991. Ferenczy Béni és Ferenczy Noémi születésének 100. évfordulója tiszteletére rendezett kiállítás (Budapest, Vigadó Galéria)

1991. Moholy-Nagy formatervezési ösztöndíjasok éves kiállítása (Budapest, Tölgyfa Galéria)

1991. „I&I” kiállítás (Stuttgart)

1993. Digitális képalkotások (Budapest, Ludwig Múzeum)

1992-1999. Filmkultúra internetes és nyomtatott folyóirat arculati terve (Magyar Filmarchívum)

1994-1996. VI. Nemzetközi Velencei Építészeti Biennálé – Bachman Gábor: „A Semmi építészete” című kiállítás – katalógusa és a kiállítás kiegészítő kiadványainak grafikai tervei

1999. Budapesti Műszaki Egyetem Szociológiai Tanszék internetes megjelenésének arculati terve

1997. Bachman Gábor weboldalának dizájnja, multimédia terve és kivitele

1998-2002. Országos Nyugdíjbiztosítási Főigazgatóság (ONYF) grafikai arculati és kiadványainak terve
 
2001. Budapest Kortárs Zenei Központ – Bachman Gábor által tervezett – építészeti dokumentációjának grafikai terve

2003-2010. Kína. A „kínai-zippházak” – Bachman Gábor által tervezett – építészeti dokumentáció grafikai tervei

2001-2012. Budapest Music Center (BMC) zenei kiadó 187 CD-borítójának és kísérő nyomtatványainak (füzetek, plakátok, szórólapok, meghívók, címkék, névjegyek) dizájn és grafikai tervei

2007. Drezda. „3. Festival Jazzwelten / Kabinett” kiállítás 187 CD-borítóból  

2008. Barankovics István Alapítvány grafikai arculati terve

2010. Bécs. Peter Noever kommunikácios designyours©  

2010. Treviso – Luciano Benetton kommunikációs Designyours© 

2013. Luciano Benetton kommunikációs Desingyours© 

2013. 2013. „Echo Jazz 2013”, „Culture Jazz” „Oui”-díja és a „Német Hanglemez”-díja , "23. Editorische Leistung des Jahres"

2015. Bécs. „Vienna for Art’s Sake!” kiállítás Eugen herceg téli palotájában, Belvedere; kurátor: Peter Noever,
,
 
2015. A „Süddeutsche Zeitung”
  
2015. Treviso – IMAGO MUNDI – Luciano Benetton Collection ,
 
2015. Velence – IMAGO MUNDI – Luciano Benetton Collection 
 
2018. Triest – IMAGO MUNDI –Luciano Benetton Collection  
 
2011-2019. 172 „Designyours©” – dizájn grafikai sorozat a „Budapest Hub” - Luciano Benetton gyűjteményhez

2020-2015. Állandó kiállítás a „Budapest Hub”-ban